# Třída Daphné
Třída Daphné byla třída malých diesel-elektrických ponorek francouzského námořnictva, která dosáhla rovněž nemalých exportních úspěchů. Vývoj nové třídy pobřežních ponorek, které by ve službě doplnily oceánské ponorky třídy Narval, byl objednán v roce 1952. Ponorky třídy Daphné přitom byly další evolucí předchozí úspěšné třídy Aréthuse. Postaveno bylo celkem 25 ponorek této třídy. Používala je námořnictva Francie, Španělska, Portugalska, Jihoafrické republiky a Pákistánu. Všechny již byly vyřazeny, Flore (S-645) je ve francouzském muzeu Ponorkové základny Keroman v Lorientu.

## Konstrukce

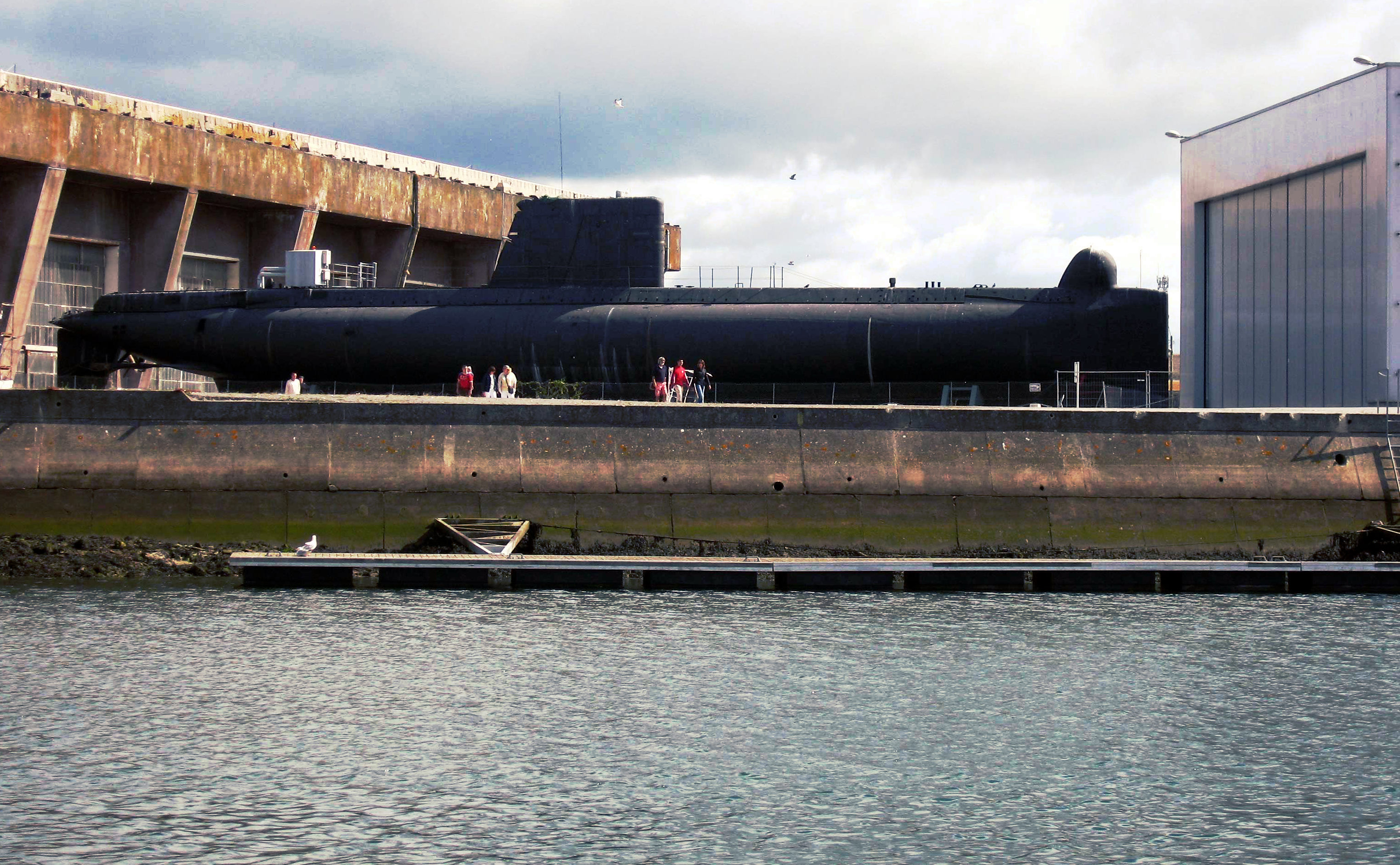
Flore (S-645) po vyřazení, v muzeu Ponorkové základny Keroman

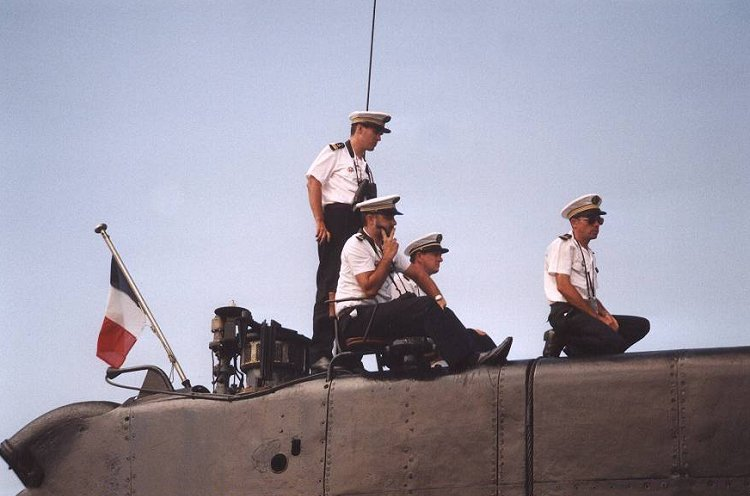
Posádka na věži Doris

Ve vývoji ponorek této třídy byly kladen důraz na velké manévrovací schopnosti, tichý chod, malou posádku a jednoduchou údržbu. Vyznačovaly se přitom také silnou výzbroji 12 torpédometů a velkou hloubkou ponoru dosahující 300 metrů.
Ponorky měly klasické konzervativní tvary poválečných ponorek. Byly dvoutrupé konstrukce a měly pouze jednu palubu. Mezi vnějším a tlakovým trupem byly umístěny palivové a balastní nádrže. V kopuli na přídi se nacházel sonar, který tak tvořil charakteristický výčnělek. Původní sonar typu DUUA 1 byl později nahrazen typy DUUA 2 a DUUA 2B (modernizována nebyla pouze Daphné a dvojice již ztracených ponorek Minerve a Eurydice).
Výzbroj tvořilo dvanáct 550mm torpédometů, která mohla díky nestandardní francouzské ráží používat pouze francouzská torpéda (neřízená protilodní torpéda typů E14 a E15 a akusticky naváděná protiponorková torpéda L3). Osm torpédometů se nacházelo v přídi a zbylé čtyři v zádi ponorek (zadní byly umístěny mimo tlakový trup). Vzhledem k malým rozměrům ponorek nebyla na palubě nesena rezervní torpéda.
Pohonný systém tvořily dva dieselgenerátory SEMT-Pielstick 12 PA 1/4 a dva elektromotory Jeumont. Ponorky měly dva lodní šrouby. Nejvyšší rychlost pod hladinou dosahovala 16 uzlů, přičemž na hladině to bylo 13,5 uzlu.

## Uživatelé

### Francie

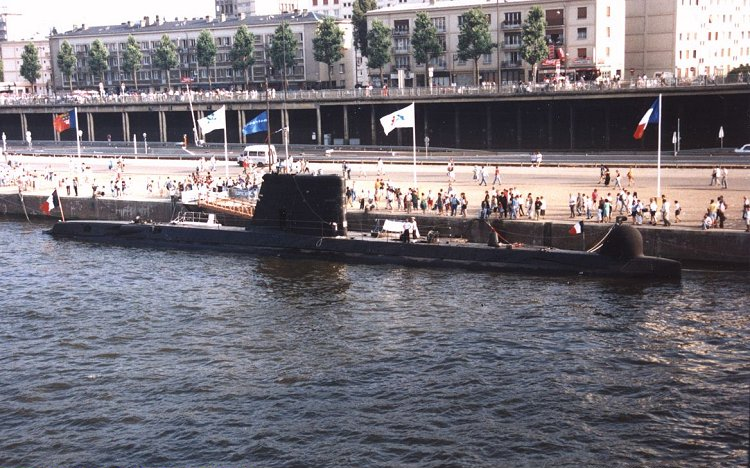
Psyché ukotvená v Rouenu

Francie nejprve v roce 1955 objednala stavbu tří jednotek, ke kterým postupně přiobjednala dalším osm kusů. Stavba těchto ponorek pro Francii probíhala v letech 1958–1970. Prvních sedm jednotek bylo dokončeno v roce 1964, další tři v roce 1969 a poslední v roce 1970. Během služby se tři francouzské ponorky potopily. Minerve se potopila 27. ledna 1968 ve Středozemním moři. Vrak byl nalezen až v roce 2019. Zde byla 4. března 1970 ztracena i Eurydice. U obou ponorek je příčina jejich ztráty dodnes neznámá. Ponorka Siréne se potopila 11. října 1972, po jejím vyzvednutí a opravě však byla opět zařazena do služby.

### Španělsko

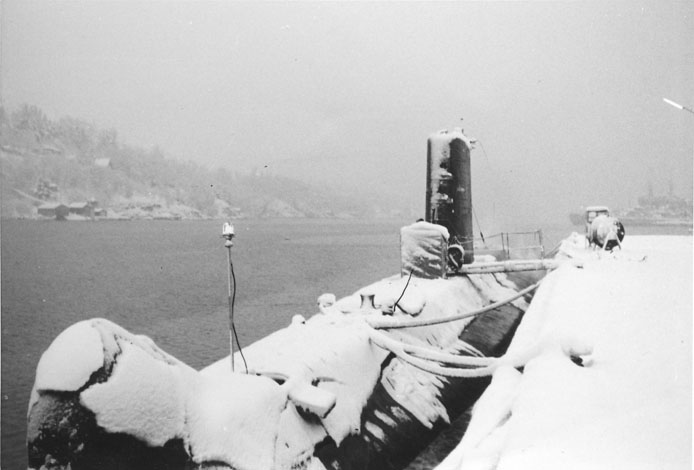
Minerve korvící v norském Bergenu

Španělské námořnictvo v letech 1973–1975 zařadilo čtyři ponorky třídy Daphné, postavené v licenci ve španělských loděnicích.

### JAR
Trojice ponorek, postavených pro JAR loděnicí A. C. Dubigeon v Nantes, představovala vůbec první ponorky ve službě u Jihoafrického námořnictva. Dodány byly v letech 1970–1971. Jejich posílení o dvě další ponorky novější třídy Agosta již zabránilo embargo uvalené na JAR ze strany OSN. Ponorky byly vyřazeny v letech 2003–2008. 
Roku 2005 bylo rozhodnuto zachovat Assegaai jako muzejní loď v rámci jihoafrického námořního muzea. Ukotvená ponorka byla zpřístupněna roku 2008. Protože mořská voda poškozovala trup ponorky, byla roku 2015 vytažena na břeh, aby mohla být přesunuta na nové stanoviště na souši. Assegaai je jediná muzejní ponorka na africkém kontinentu.

### Pákistán

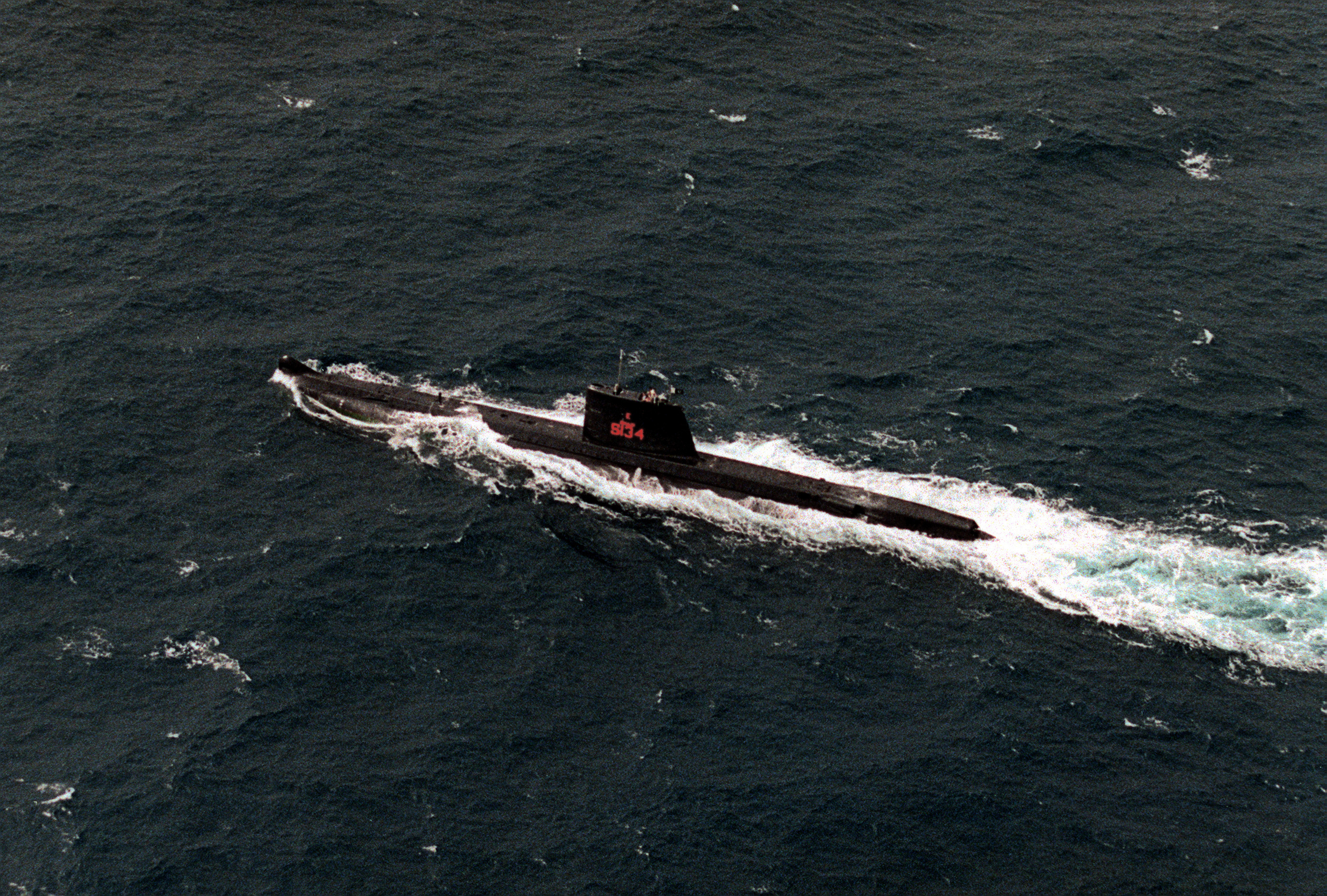
Pákistánská ponorka Ghazi

Pákistán získal celkem tři ponorky třídy Daphné, postavené ve francouzských loděnicích a dodané v letech 1971–1972. V roce 1975 Pákistán od Portugalska koupil ještě ponorku Cachalote, patřící ke stejné třídě. Všechny čtyři ponorky byly vyřazeny v lednu 2006.
Pákistánské námořnictvo ponorky nasadilo roku 1971 v Indicko-pákistánské válce. Ponorka Hangor přitom v prosinci 1971 potopila indickou protiponorkovou fregatu Khukri. Hangor tak se tak stal první ponorkou od skončení druhé světové války, která torpédovala a potopila jinou loď.

### Portugalsko
Portugalské námořnictvo v letech 1967–1969 zařadilo do služby čtyři ponorky této třídy, postavené ve francouzských loděnicích. Jednu později prodalo Pákistánu.

## Jednotky
| Jméno                                     | Uživatel                | Založení kýlu      | Spuštěna          | Vstup do služby   | Osud                                                 |
| ----------------------------------------- | ----------------------- | ------------------ | ----------------- | ----------------- | ---------------------------------------------------- |
| Daphné (S-641)                            | Francouzské námořnictvo | březen 1958        | 20. června 1959   | 1. června 1964    | Vyřazena 1989.                                       |
| Diane (S-642)                             | Francouzské námořnictvo | červenec 1958      | 4. října 1960     | 20. června 1964   | Vyřazena 1987.                                       |
| Doris (S-643)                             | Francouzské námořnictvo | 1. září 1958       | 14. května 1960   | 26. srpna 1964    | Vyřazena 1996.                                       |
| Eurydice (S-644)                          | Francouzské námořnictvo | červenec 1959      | 19. června 1960   | září 1964         | Dne 4. března 1970 se potopila ve Středozemním moři. |
| Flore (S-645)                             | Francouzské námořnictvo | 1. září 1958       | 21. prosince 1960 | 21. května 1964   | Vyřazena 1989.                                       |
| Galatée (S-646)                           | Francouzské námořnictvo | 1. září 1958       | 22. září 1961     | 25. července 1964 | Vyřazena 1993.                                       |
| Minerve (S-647)                           | Francouzské námořnictvo | květen 1958        | 31. května 1961   | 10. června 1964   | Dne 27. ledna 1968 se potopila ve Středozemním moři. |
| Junon (S-648)                             | Francouzské námořnictvo | 1. července 1961   | 11. května 1964   | 25. února 1966    | Vyřazena 1996.                                       |
| Vénus (S-649)                             | Francouzské námořnictvo | srpen 1961         | 24. září 1964     | 1. ledna 1966     | Vyřazena 1990.                                       |
| Psyché (S-650)                            | Francouzské námořnictvo | 1. května 1965     | 28. června 1967   | 1. července 1969  | Vyřazena 1998.                                       |
| Siréne (S-651)                            | Francouzské námořnictvo | 1. května 1965     | 28. června 1967   | 1. března 1970    | Vyřazena 1997.                                       |
| Albacora (S-163)                          | Portugalské námořnictvo | –                  | –                 | 1967              | Vyřazena 2000.                                       |
| Barracuda (S-164)                         | Portugalské námořnictvo | –                  | –                 | 1968              | Vyřazena 2010.                                       |
| Cachalote (S-165)                         | Portugalské námořnictvo | –                  | 1968              | 1. září 1969      | Roku 1975 prodána Pákistánu jako Ghazi.              |
| Delfim (S-166)                            | Portugalské námořnictvo | –                  | –                 | 1969              | Vyřazena 2005.                                       |
| Hangor (S-131)                            | Pákistánské námořnictvo | –                  | 28. června 1969   | 12. ledna 1971    |                                                      |
| Shushuk (S-132)                           | Pákistánské námořnictvo | –                  | 30. července 1969 | 12. ledna 1971    |                                                      |
| Mangro (S-133)                            | Pákistánské námořnictvo | –                  | 7. února 1970     | 8. srpna 1972     |                                                      |
| Delfín (S-61)                             | Španělské námořnictvo   | –                  | –                 | 1973              | Vyřazena 2003.                                       |
| Tonina (S-62)                             | Španělské námořnictvo   | –                  | –                 | 1973              | Vyřazena 2005.                                       |
| Marsopa (S-63)                            | Španělské námořnictvo   | –                  | –                 | 1975              | Vyřazena 2006.                                       |
| Narval (S-64)                             | Španělské námořnictvo   | –                  | –                 | 1975              | Vyřazena 2003.                                       |
| Spear (ex Maria Van Riebeeck, S-97)       | Jihoafrické námořnictvo | 14. března 1968    | 18. března 1969   | 22. června 1970   | Přejmenována 1999. Vyřazena 2003.                    |
| Umkhonto (ex Emily Hobhouse, S-98)        | Jihoafrické námořnictvo | 18. listopadu 1968 | 24. října 1969    | 25. ledna 1971    | Přejmenována 1999. Vyřazena 2008.                    |
| Assegaai (ex Johanna Van Der Merve, S-99) | Jihoafrické námořnictvo | 24. dubna 1969     | 21. července 1970 | 21. července 1971 | Přejmenována 1999. Vyřazena 2008. Muzejní loď.       |